# Jonas Källman
Jonas Källman, (Växjö 17. lipnja 1981.), švedski rukometaš koji je još kao junior počeo igrati za Växjö HF. Poslije prelazi u IFK Skövde i za njih igra dvije sezone. Sadašnji klub za koji igra je mađarski SC Pick Szeged nakon financijskog kraha madridskog Atlética.
Na EP 2008. postigao je svoj najpoznatiji pogodak protiv Španjolske. Španjolski vratar je u zadnjem napadu želio pomoći svojoj reprezentaciji krenuvši isto u napad, što su Šveđani iskoristili oduzevši im loptu i Källman postiže zgoditak dvije sekunde prije kraja šutirajući u prazan gol. Švedska je pobijedila rezultatom 27:26.
Prvu utakmicu za švedsku rukometnu reprezentaciju odigrao je u 2001. godine.